# Melville McKee
Melville McKee (Singapore, 19 augustus 1994) is een Brits-Singaporees autocoureur.

## Carrière
McKee begon zijn autosportcarrière in het karting in 2000. Hij won verschillende kampioenschappen in Australië voordat hij in 2004 overstapte naar Europa, waar hij voornamelijk in Zwitserse kampioenschappen reed. In 2009 reed hij zijn laatste jaar in het karting.
In 2010 stapte McKee over naar het formuleracing, waar hij deelnam aan de Formule Lista Junior voor het team Hope Pole Vision Racing. Hij won hier twee races op het Autodrom Most en de Hockenheimring. Hiermee eindigde hij achter Michael Lamotte en Yanick Mettler als derde in het kampioenschap met 135 punten en was hij ook rookiekampioen.
In 2011 stapte McKee over naar de Formule Renault, waar hij in de Formule Renault 2.0 Alps ging rijden voor het team ARTA Engineering. In zijn tweede raceweekend op het Autodromo Enzo e Dino Ferrari was hij meteen succesvol en won hij beide races. Op de Red Bull Ring voegde hij hier een derde overwinning aan toe, waardoor hij achter Javier Tarancón, Yann Zimmer en Paul-Loup Chatin als vierde in het kampioenschap eindigde met 229 punten. Ook in dit kampioenschap was hij de beste rookie. Hiernaast nam hij deel aan drie raceweekenden van de Eurocup Formule Renault 2.0 voor ARTA, waarin hij met één op Silverstone behaald punt als 25e in het kampioenschap eindigde. In november nam hij ook deel aan de Formule Renault UK Winter Series voor Interwetten Racing. Met een achtste plaats op het Snetterton Motor Racing Circuit als beste resultaat eindigde hij als zeventiende in het kampioenschap met 41 punten.
In 2012 stapte McKee fulltime over naar de Eurocup Formule Renault voor Interwetten.com Racing. Hij behaalde één podiumplaats op de Nürburgring, waarmee hij als achtste in het kampioenschap eindigde met 64 punten. Daarnaast nam hij voor hetzelfde team ook deel aan drie raceweekenden van de Formule Renault 2.0 Alps. Ondanks dat hij niet het gehele seizoen deelnam, behaalde hij toch met twee podiumplaatsen op het Autodromo Nazionale Monza en de Red Bull Ring de tiende plaats in het kampioenschap met 48 punten. Aan het eind van het jaar werd hij ook genomineerd voor de McLaren Autosport BRDC Award, samen met Jake Dennis, Jack Hawksworth, Josh Hill, Jordan King en Josh Webster. Uiteindelijk won Dennis de prijs.
In 2013 stapt McKee over naar de GP3 Series, waar hij gaat rijden voor het nieuwe team Bamboo Engineering.